# Karei naru Spy
Karei naru Spy è un dorama stagionale estivo trasmesso da Nippon Television nel 2009.

## Trama
Yoroi Kyosuke è un truffatore condannato che viene reclutato dal governo per servire come spia contro i terroristi. Anche Dorothy, un membro del team di Kyosuke, viene istruita per diventare una spia d'elite a causa della sua precedente esperienza nell'MI6. 

## Personaggi & Interpreti

### Personaggi principali
- Tomoya Nagase: Yoroi Kyosuke
- Kyōko Fukada: Dorothy
- Sekai no Nabeatsu: Kurusu Kenichi
- Kazuhiro Fujiwara: Osamu
- Tomochika: Elise
- KIKI: Josephine
- Susumu Terajima: Kiriyama Seiichi
- Tetsuya Watari: Prime Minister Yoshizawa
- Akira Emoto: Mr. Takumi
- Anne: Hirahara San-kyu
- Junji Takada: Hirahara Genichi
- Kazue Ito: Hirahara Izumi
- Mai Hirate: Anne

### Guest stars
- Mao Inoue - Yoshizawa Ami (episodio 1)
- Toru Tezuka - Bomber K (episodio 1)
- Yuri Shirahane - Beni Reiko (episodio 2)
- Taka Guadalcanal - Produttore di Ginga TV (episodio 3)
- Ah Ra Go - Shin Yuna (episodio 3)
- Takahisa Masuda - Yamaguchi Toru (episodio 4)
- Shinji Hiwatashi - Giudice Michelin (episodio 5)
- Risa Junna - Lee Naomi (episodio 6)